# Brighton Toy and Model Museum
Le Brighton Toy and Model Museum, ou Musée du Jouet de Brighton, est un musée situé au sud-est de l'Angleterre, dans le Sussex de l'Est, à Brighton. Sa collection de maquettes et de jouets s'étend sur plus de 4 000 m² à travers quatre arches victoriennes situées sous le parvis de la gare de Brighton. Fondé en 1991, le musée présente plus de dix mille jouets et maquettes, y compris des modèles de trains de collection d'une valeur inestimable, des avions radiocommandés et de nombreux jouets anciens.
Parmi les différentes expositions, on trouve deux grands réseaux de trains électriques fonctionnels (à l'échelle 0 et 00), mais aussi des pièces d'époque d'une grande variété de fabricants tels que Bing, Bassett-Lowke (en), Britains (toy brand) (en), Corgi toys, Dinky Toys, Hornby Trains, Jouet de Paris, Lines Bros (en), Märklin, Meccano, Micromodels Pelham Puppets (en), Spot-On (en) et Steiff. On y trouve aussi un théâtre Punch and Judy ainsi que d'autres marionnettes. Certaines pièces ont été conçues individuellement, comme le modèle réduit à l'échelle 1/4 de locomotive et l'avion de chasse Spitfire présentés dans le hall du musée, ainsi que toute une gamme de modèles en état de marche dans tout le musée.
L'entrée du musée se situe sous la première arche. Dans le hall d'entrée se trouvent la boutique ainsi que le point d'information, mais aussi plusieurs vitrines mettant en scène différents aspects du Brighton du siècle dernier, à l'aide de jouets et de modèles réduits. L'entrée dans cette partie du musée est gratuite.
Le Musée du Jouet de Brighton est également une association caritative.
Depuis 2013, le Musée du Jouet de Brighton dispose d'un jumelage avec le musée Rahmi M.Koc de Istanbul.

## Contenu et expositions

### L’accueil, la boutique et le point d’information
La première arche du musée fait office de point d’information pour la ville de Brighton, mettant à la disposition des visiteurs des cartes et des brochures gratuites. C’est aussi dans cette arche que se trouve la boutique du musée, avec notamment un carrousel contenant des jouets divers, et plusieurs vitrines où sont mis en vente des jouets et des modèles réduits par des particuliers.
On y trouve aussi l’exposition “Glamour of Brighton”, qui contient un modèle réduit du Brighton Belle (en) et un ensemble de jouets et d’objets de collection liés à Brighton, comme par exemple une maquette du Royal Pavilion, et un modèle réduit du bac sur rail a traction électrique Pioneer, surnommé « Daddy Long Legs ».
Sont aussi exposés dans le hall une locomobile a l’échelle 1/4, une grande roue motorisée en Meccano et un modèle de Spitfire radiocommandé suspendu.
Enfin, la première arche contient également les bureaux et l’atelier de maintenance et de restauration qui ne sont pas ouverts au public.

### La partie payante du musée
La majeure partie du musée occupe les trois arches suivantes. La pièce centrale est un circuit de train électrique à l’échelle 0 comportant des modèles de trains datant des années 1910 à 1960, certaines de ces pièces étant désormais uniques au monde. Un diorama contenant un circuit de train électrique a l’échelle 00 représente les paysages du Sussex, et s’étend sur deux arches.
Sont aussi exposés différentes collections de locomotives, des jouets en peluche Steiff, un théâtre de marionnettes Punch and Judy, des poupées, des jouets Meccano, des jeux de construction, des maquettes de navires, des modèles réduits d’avions et d’hélicoptères radiocommandés, une ferme miniature ou encore un cirque miniature. Une large collection de voitures miniatures de marque Dinky Toys et Corgi Toys est également exposée.
Les différentes expositions sont réalisées grâce aux collections de personnes ou d’organismes extérieurs au musée, et grâce à la collection personnelle du musée, comportant plus de 10 000 pièces.

## Histoire du musée

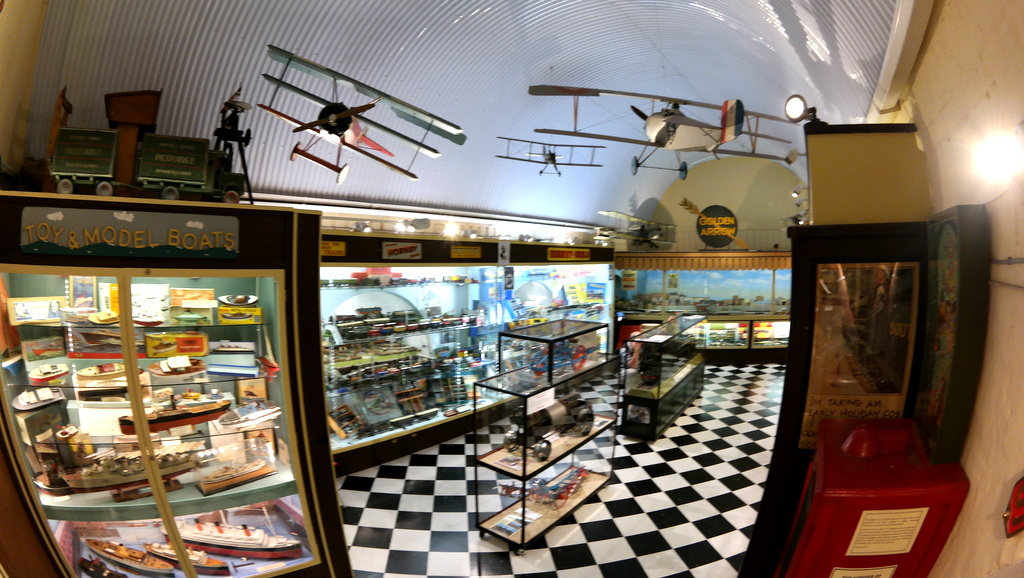
Vue de l'intérieur du musée

Le musée a été fondé en 1990 par Christopher Littledale en tant qu’association à but caritatif sous le nom de Sussex Toy and Model Museum. Le site du musée déclare que « L’un des principaux objectifs de l’association est de s’assurer que la collection reste unie, et demeure pour toujours au bénéfice des générations futures. »
Le musée a commencé à subir des fuites d’eau en mai 1998, et en novembre de la même année, fut forcé de fermer en raison d’inondations. Ces inondations étaient provoquées par des travaux visant à refaire le revêtement du parvis de la gare et qui interférèrent avec un système de drainage datant de l’époque Victorienne. À l’époque de sa fermeture le musée était le seul de son genre dans toute l’Angleterre.
Le musée resta fermé pendant trois ans, le temps que les négociations aient lieu avec la compagnie ferroviaire propriétaire du bâtiment dans lequel se trouve le musée. La compagnie accepta finalement de débourser £130 000 afin d’imperméabiliser le musée. Celui-ci pu rouvrir ses portes le 12 octobre 2001.
Durant l’automne et l’hiver 2005, le musée a une fois de plus subi des fuites d’eau et des travaux supplémentaires ont été réalisés en 2006.
En novembre 2004, Son Altesse Royale le Duc de Gloucester visita le musée et inaugura une plaque commémorative.

### Histoire du bâtiment
Les arches ont été construites en 1845 afin de soutenir le parvis de la gare. L’espace intérieur servait à l’origine à stocker des barils de bière pour une brasserie. L’arche inférieure, où se situe l’entrée du musée, abritait auparavant quatre chevaux de trait et un silo à grain.
Pendant la Seconde Guerre mondiale, les arches fournirent un abri pour l’armée britannique. Le bâtiment est aussi un des nombreux de Brighton à être réputé hanté.
Les arches ont été acquises par la fondation en 1990 mais elles ont nécessité presque un an de rénovations avant que le musée ne puisse ouvrir. Les rénovations consistaient à refaire entièrement l’électricité et la façade en brique des arches. Le musée a ouvert ses portes en 1991.
En 2021, l'ouverture des arches de la façade est élargie pour créer des vitrines.

### La fresque du Brighton Belle
Le 23 septembre 2010, le Brighton Toy and Model Museum a organisé une fête de rue pour inaugurer un nouveau jalon dans son programme de renaissance. La restauration du wagon du Brighton Belle a été célébrée avec style, avec le dévoilement d’une fresque murale spectaculaire dépeignant un wagon entier du célèbre train Pullman par Sir William McAlpine, président du Railway Heritage Trust et parrain du musée.
À l’intérieur du musée, l’exposition “Glamour of Brighton” a été inaugurée par le maire de Brighton and Hove, Geoffrey Wells.
La fresque représente le Brighton Belle stationnant en gare de Brighton, et est peint directement à l’intérieur des arches, couvrant toute la longueur du musée. Laurence Olivier, le principal acteur de cette journée, est dépeint à l’une des fenêtres du train.

## Évènements et expositions temporaires
Le musée dispose d’un agent d’éducation, pouvant organiser des spectacles de marionnettes et des exposés pour les groupes d’élèves visitant le musée.
Le musée organise aussi des événements « Train Running » lors desquels certains des modèles les plus rares de trains miniatures sont mis en marche. Le musée prend également part a l’événement national « Museums at Night (en) », le pendant britannique de la Nuit des musées. Enfin, le musée peut être réservé afin d’organiser divers événements.
Le musée met aussi temporairement en place des expositions à thème, qui coïncident généralement avec un anniversaire. L’exposition de 2012 célébrait le centenaire du lancement et du naufrage du Titanic (d’avril à aout), le centenaire de la Leeds Model Company (en) (de septembre à octobre) et le 75e anniversaire de la mise en place de la ligne de chemin de fer Coronation Scot (en) (de novembre a décembre).

## Le150eanniversairede Frank Hornby

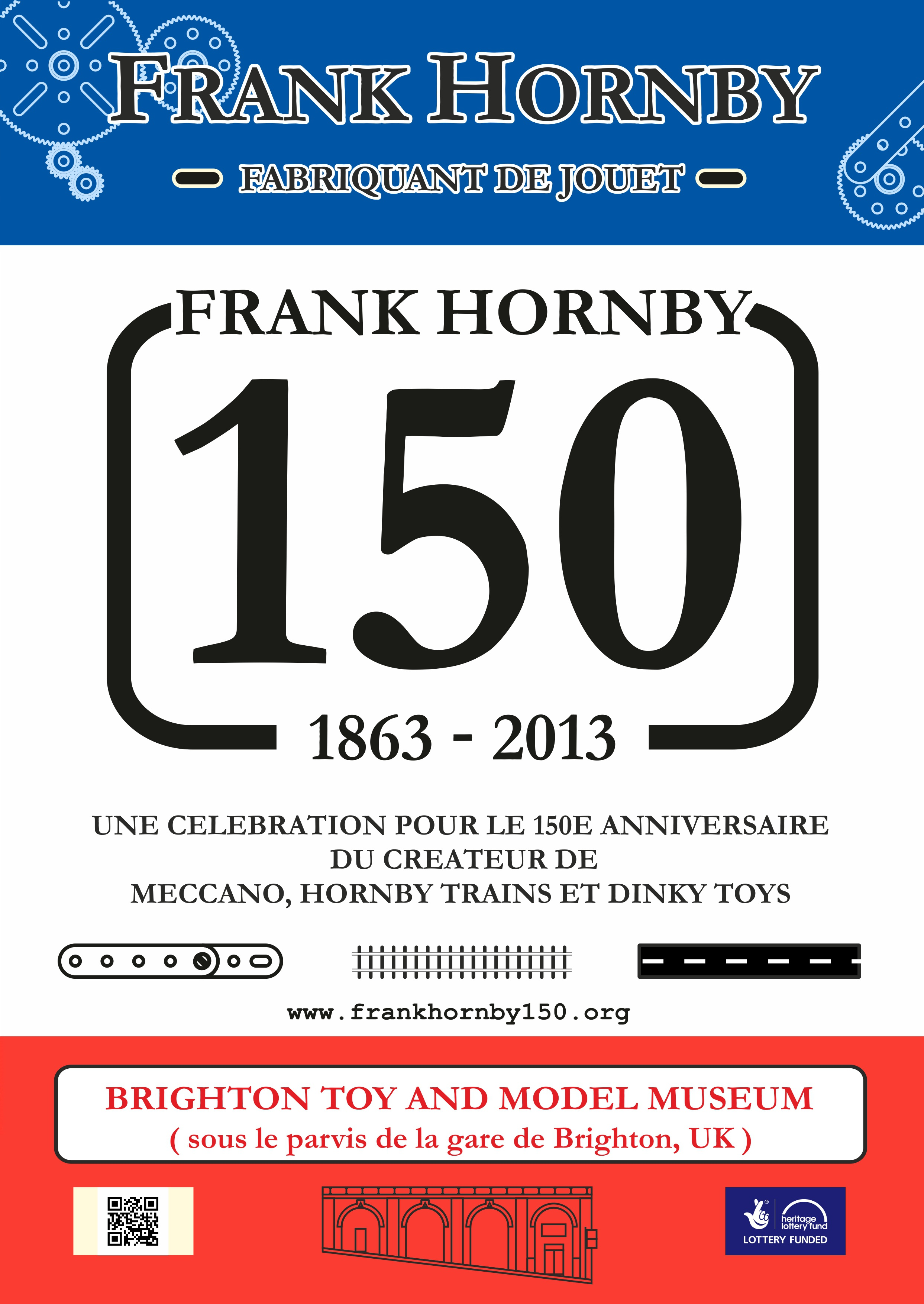
Affiche de la célébration du de Frank Hornby.

Le musée a reçu en 2012 une subvention de la part de l'Heritage Lottery Fund pour marquer le 150e anniversaire de la naissance de Frank Hornby par le biais de divers évènements.
Cette subvention a permis de financer l'agrandissement de la collection de jouets Meccano, Hornby Railways et Dinky Toys, ainsi que la mise en place d'un point d'accès Wi-Fi pour les visiteurs, et l'installation d'un réseau d'information par écran tactile permettant aux visiteurs d'obtenir des renseignements sur les différentes expositions du musée.
Le musée a aussi marqué le 150e anniversaire de la naissance de Frank Hornby en organisant la "Frank Hornby Week", du 11 au 19 mai. Cette semaine fut consacrée à la vie et à l'œuvre de cet inventeur et fabricant de jouets.

## Plan du musée

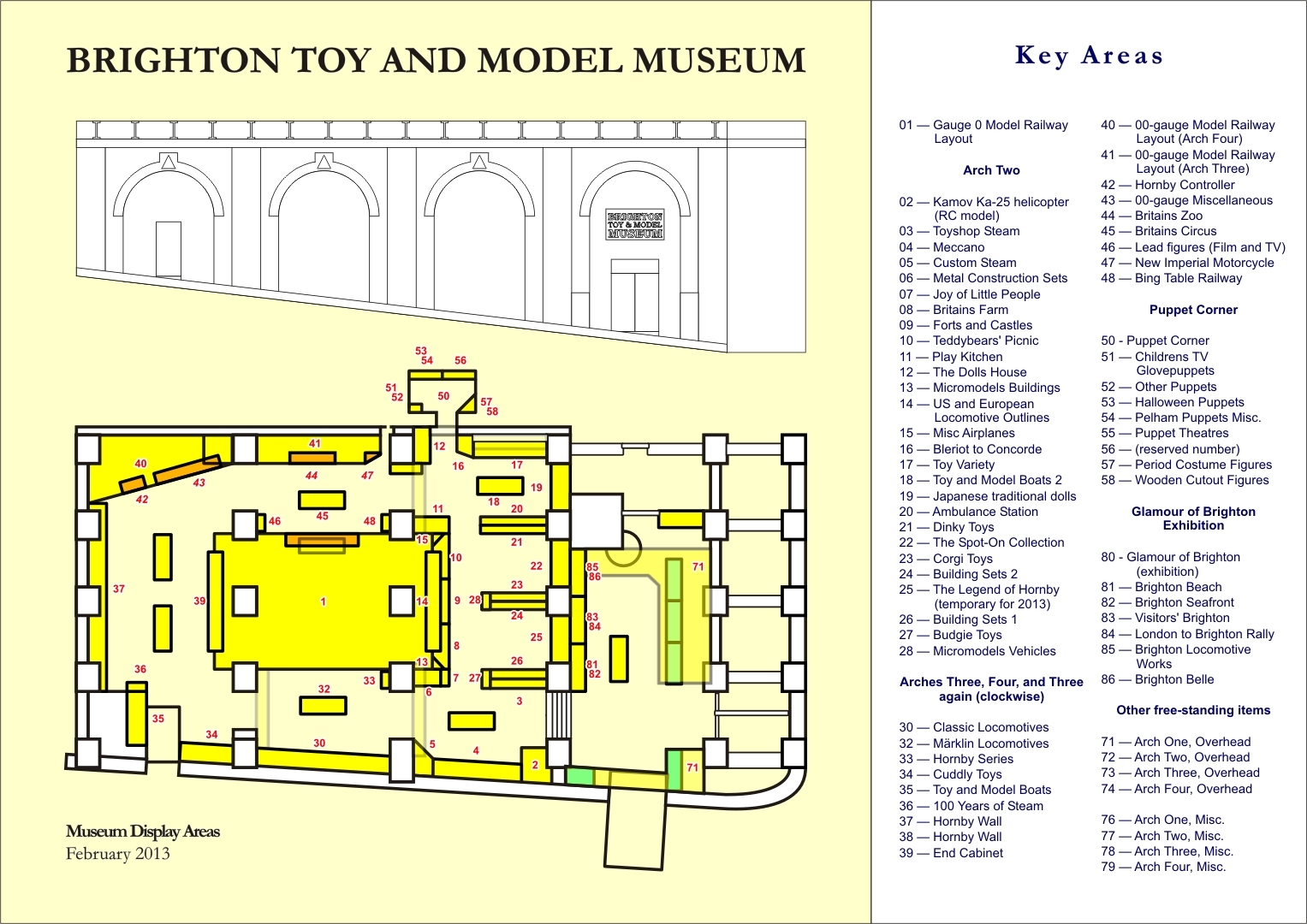
Carte du musée, montrant les zones d'affichage.

## Galerie

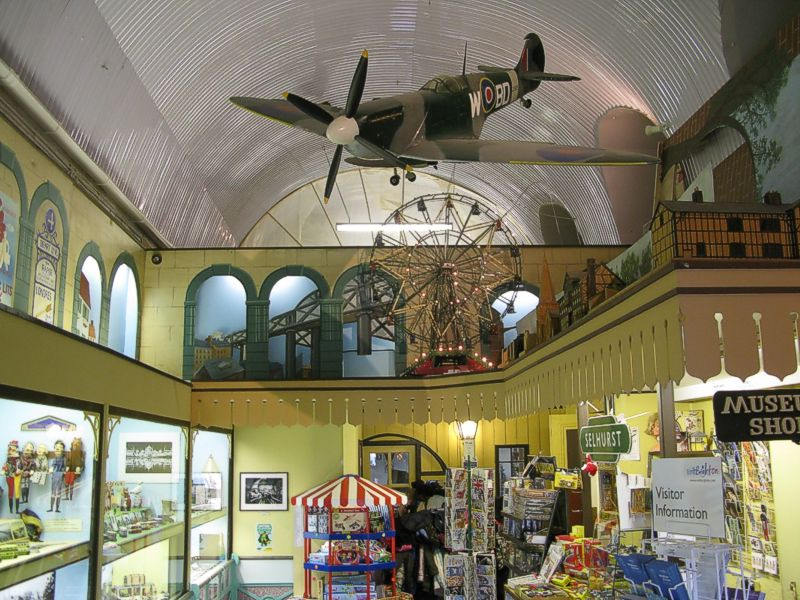
Entrée du musée.
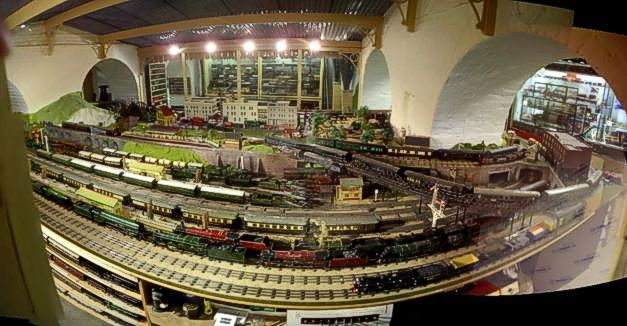
Circuit miniature de trains.
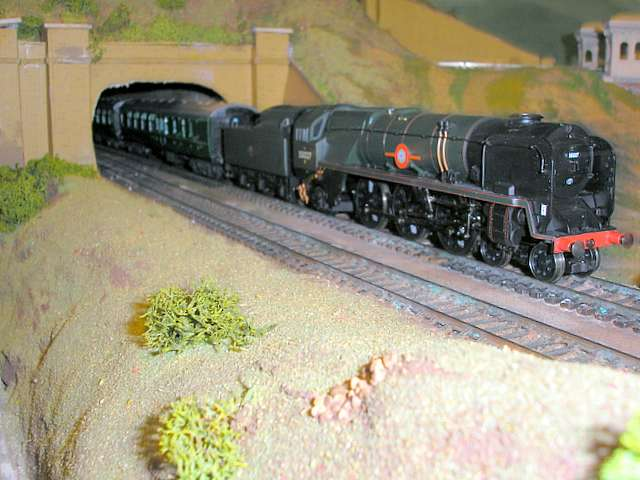
Hornby 00-gauge locomotive.

## Sources
- (en) "Toy Museum Has A Brighter Outlook" depuis les archives Argus, publié le 5 novembre 2001. Consulté le 23 novembre 2007.
- (en) "Happy Ending For Toy Story" depuis les archives Argus, publié le 5 novembre 2001. Consulté le 23 novembre 2007.
- (en) "A Feast Of Mini-Gigs" depuis les archives Argus, publié le 22 mai 2007. Consulté le 23 novembre 2007.
- (en) "Museum News And Events" depuis le site de Brighton Toy. Consulté le 23 novembre 2007.
- (en) "Museum Background" depuis le site de Brighton Toy. Consulté le 23 novembre 2007.